# Salas d'Aude
Salas d'Aude (en francès Salles-d'Aude) és un municipi de França de la regió d'Occitània, al departament de l'Aude